# Zeitgeist (Ausstellung)
Zeitgeist – Internationale Kunstausstellung Berlin war eine 1982 stattfindende Kunstausstellung unter künstlerischer Leitung von Christos M. Joachimides und Norman Rosenthal. Sie fand im Berliner Martin-Gropius-Bau statt, der zu dem Zeitpunkt immer noch stark von Kriegsschäden gezeichnet, und nur provisorisch repariert war. Darüber hinaus verlief direkt vor dem Haupteingang des Gebäudes die 1961 errichtete Berliner Mauer. Die teilnehmenden Künstler wurden dazu angehalten, Arbeiten speziell für die Ausstellung und den Ort anzufertigen. U.a. wurden Werke der Neuen Wilden gezeigt. Veranstalter war der Neue Berliner Kunstverein. Das Kuratorium bestand aus: Barbara Jacobson, Eberhard Roters, Lucie Schauer, Wieland Schmied, Hans Hermann Stober. Der Pressesprecher war Wilhelm Ruprecht Frieling.

## Beteiligte Künstler (Auswahl)
Siegfried Anzinger, Georg Baselitz, Joseph Beuys (Blitzschlag mit Lichtschein auf Hirsch), Peter Bömmels, Erwin Bohatsch, Jonathan Borofsky, Werner Büttner, James Lee Byars, Pierpaolo Calzolari, Sandro Chia, Francesco Clemente, Enzo Cucchi, Walter Dahn, René Daniëls, Jiří Georg Dokoupil, Rainer Fetting, Barry Flanagan, Gerard Garouste, Gilbert & George, Dieter Hacker, Antonius Höckelmann, Karl Horst Hödicke, Jörg Immendorff, Anselm Kiefer, Per Kirkeby, Bernd Koberling, Jannis Kounellis, Christopher Le Brun, Markus Lüpertz, Bruce McLean, Mario Merz, Helmut Middendorf, Malcolm Morley, Robert Morris, Mimmo Paladino, A. R. Penck, Sigmar Polke, Susan Rothenberg, David Salle, Salome, Julian Schnabel, Frank Stella, Volker Tannert, Cy Twombly, Andy Warhol